# Emerson Dimas
Emerson Eliézer Dimas Vásquez (La Chorrera, Panamá, 10 de agosto de 2001) es un futbolista panameño que juega como portero en el Umecit FC de la Primera División de Panamá.

## Trayectoria

### CA Independiente
Se formó en las categorías inferiores del CA Independiente e hizo su debut con Club Atlético Independiente de La Chorrera en la Primera División de Panamá el 16 de febrero de 2019 en la victoria 2 a 0 contra Alianza FC en el Estadio Agustín Muquita Sánchez en donde fue titular y jugó todo el partido. Salió campeón del Torneo Clausura 2019 en donde le ganaron la final 1 a 4 en las tandas de los penales después de un marcador de 1 a 1 en los tiempos extras contra el San Francisco FC en el Estadio Rommel Fernández en donde no estuvo convocado, en dicho torneo jugó 3 partidos. En el Torneo Apertura 2019 jugó 1 partido llegando hasta las semifinales, salió campeón del Torneo Clausura 2020 en donde no disputó ningún partido. En el Torneo Apertura 2021 jugó 7 partidos llegando hasta los playoff.

### Herrera FC
A mediado del 2021 fue cedido por el Club Atlético Independiente de La Chorrera al Herrera FC por una temporada. Debutó con el club el 14 de agosto de 2021 en el empaté 0 a 0 contra el Atlético Chiriquí en el Estadio Los Milagros de Chitré siendo titular y jugando todo el partido. Fue subcampeón del Torneo Clausura 2021 en donde jugó 8 partidos, en el Torneo Apertura 2022 jugó 11 partidos llegando hasta los playoff.

### CD Plaza Amador
El 17 de junio de 2022, fue anunciado como nuevo jugador de CD Plaza Amador. Debutó con el club el 6 de agosto de 2022 en la victoria 1 a 0 contra el Tauro FC en el Estadio los Andes en donde fue titular y jugó todo el partido. En el Torneo Clausura 2022 jugó 8 partidos llegando hasta los playoff, en el Torneo Apertura 2023 solo jugó 6 partidos porque se lesionó en donde el equipo llegó hasta las semifinales; no disputó el Torneo Clausura 2023 por su lesión.

### Potros del Este
El 1 de enero de 2024 fue anunciado como nuevo jugador de los Potros del Este. Debutó con el club el 6 de abril de 2024 en la derrota 2 a 3 contra el San Francisco FC en el Estadio Javier Cruz en donde fue titular y jugó todo el partido.

### Umecit FC
El 18 de julio de 2024 fue anunciado como nuevo jugador del Umecit FC.

## Selección nacional

### Categorías inferiores
Ha sido convocado por selección sub-20 de Panamá para disputar el Campeonato Sub-20 de la Concacaf de 2018 y la Copa Mundial de Fútbol Sub-20 de 2019.
El 23 de mayo de 2022, fue llamado a la selección sub-21 de Panamá para disputar el Torneo Maurice Revello celebrado en Francia.

### Selección absoluta
Ha sido llamado en diferentes convocatorias para amistoso pero todavía no ha debutado.

### Participaciones en Selección Nacional
| Copa                        | Categoría | Sede           | Resultado        | Partidos | Goles |
| --------------------------- | --------- | -------------- | ---------------- | -------- | ----- |
| Campeonato Sub-20 2018      | Sub-20    | Estados Unidos | Tercer lugar     | 2        | 0     |
| Copa Mundial Sub-20 2019    | Sub-20    | Polonia        | Octavos de final | 1        | 0     |
| Torneo Maurice Revello 2022 | Sub-21    | Francia        | 7.º lugar        | 2        | 0     |
| Torneo Maurice Revello 2023 | Sub-23    | Francia        | Campeón          | 1        | 0     |

## Clubes
| Club             | País   | Año       |
| ---------------- | ------ | --------- |
| CA Independiente | Panamá | 2019-2021 |
| Herrera FC       | Panamá | 2021-2022 |
| CD Plaza Amador  | Panamá | 2022-2023 |
| Potros del Este  | Panamá | 2024      |
| Umecit FC        | Panamá | 2024-act. |

## Palmarés

### Títulos nacionales
| Título           | Club             | País   | Año    |
| ---------------- | ---------------- | ------ | ------ |
| Primera División | CA Independiente | Panamá | 2019-C |
| Primera División | CA Independiente | Panamá | 2020-C |